# María Coronada
María Coronada Herrera Vicente (Badajoz, 11 de setembre de 1945) és una soprano lírica espanyola, i una de les cantants extremenyes més famoses.
Va néixer a Badajoz, encara que els seus pares residien a Villafranca de los Barros, on María Coronada va passar la seva infància. A Sevilla va estudiar piano i cant, uns estudis que va acabar a Barcelona, fent el curs de perfeccionament amb la soprano i pianista Conxita Badia. Va ampliar més tard estudis en Roma, amb Giulietta Simionato i Iolanda Magnoni, en Romania, amb Arta Florescu, i en Berlín amb Hartmann.
Va desenvolupar una àmplia carrera professional, durant la qual va actuar als Teatre Real de Madrid, Gran Teatre del Liceu de Barcelona, Auditori Santa Cecília de Roma, Teatre Lope de Vega de Sevilla, City Opera de Nova York, Teatre de l'Òpera de Leipzig, Auditori de Torí, Auditori de Palma i Boston Center Opera, entre d'altres. Ha interpretat obres com ara La vida breve, de Manuel de Falla, Dido and Aeneas, d'Henry Purcell, Andrea Chénier, d'Umberto Giordano, Tosca, de Giacomo Puccini, Tristan und Isolde de Richard Wagner o Goyescas, òpera d'Enric Granados. Viatja anualment a Corea del Sud per treballar amb el cor de Seül i ofereix classes magistrals a Barletta (Itàlia).
En 2009 va rebre la Medalla d'Extremadura pels seus mèrits com a cantant i per la seva dedicació a l'ensenyament del cant, que va exercir al Conservatori Superior de Badajoz des de 1994 fins a la seva jubilació, a principis del curs acadèmic 2011-2012.